# Mistrovství světa v klasickém lyžování 2009

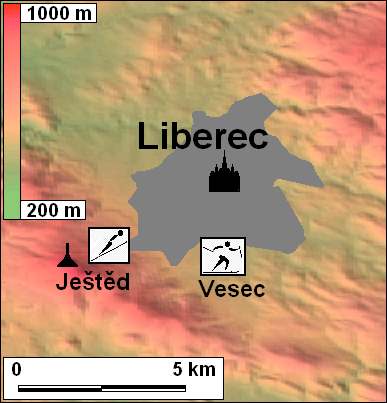
Poloha sportovišť v rámci města Liberec

Mistrovství světa v klasickém lyžování 2009 byla jedna z největších sportovních akcí v historii České republiky[zdroj⁠?!] , která proběhla od 18. února do 1. března 2009 ve sportovních areálech v českém městě Liberci. Pořadatelem mistrovství bylo občanské sdružení OC FIS NORDIC WSC 2009 a náklady na pořádání přesáhly 2 mld. Kč. Sdružení skončilo v lednu 2012 v úpadku s dluhy ve výši 399 milionů Kč a majetkem v řádu tisíců.

## Historie
Jednalo se o čtvrtý šampionát v historii České či Československé republiky. První šampionát na českém území se konal v roce 1925 v Janských Lázních, dva šampionáty hostily i Vysoké Tatry (1935 a 1970). O pořadateli mistrovství rozhodla Mezinárodní lyžařská federace (FIS) na svém zasedání 3. června 2004 v americkém Miami, kdy Liberec porazil poměrem 11:4 norské Oslo. Mezi klasické lyžařské disciplíny patří běh na lyžích, skoky na lyžích a severská kombinace. Na 45. kongresu FIS v portugalském městě Vilamoura v květnu 2006 bylo rozhodnuto, že právě v Liberci bude premiéra skokanské soutěže žen na normálním můstku (HS 100).

### Rok 2007
O pořádání mistrovství se Liberec ucházel celkem čtyřikrát, ve všech případech vedl tým Roman Kumpošt. První tři kandidatury se uskutečnily ve spojení s jinými jizerskohorskými obcemi, počítalo se s tím, že běžecké disciplíny se budou odehrávat v Jizerských horách – tento plán však pokaždé narazil na námitky ochránců přírody i delegátů FIS. Ti dali přednost italskému Val di Fiemme (MS 2003), německému Oberstdorfu (MS 2005) a japonskému Sapporu (MS 2007). Tým kolem Romana Kumpošta se však nevzdal a připravil novou kandidaturu, která se opírala o vybudování nového areálu ve Vesci na okraji Liberce. Plány nového moderního areálu na delegáty FIS zapůsobily a Liberec se tak mohl radovat z úspěšné kandidatury na MS v roce 2009.
Organizační tým začal svojí práci pod vedením Romana Kumpošta. Ten vedl i delegaci, která odjela prezentovat MS do japonského Sappora. Čestnou viceprezidentkou organizačního výboru byla jmenována Kateřina Neumannová. Dne 25. července 2007 však dochází k personálnímu zemětřesení ve sdružení, které mělo organizaci šampionátu na starosti. Roman Kumpošt byl odvolán na nátlak Ministerstva školství vedeného tehdy Danou Kuchtovou. Valná hromada 26. července 2007 dosadila na pozici prezidenta organizačního výboru Kateřinu Neumannovou. Téměř okamžitě podalo výpověď deset klíčovým členů výboru a ten se tak prakticky rozpadl. Oficiálním důvodem pro odvolání byly závažné chyby v hospodaření výboru, tento důvod však byl vzápětí napadán a zpochybňován.

### FIS SP 2008

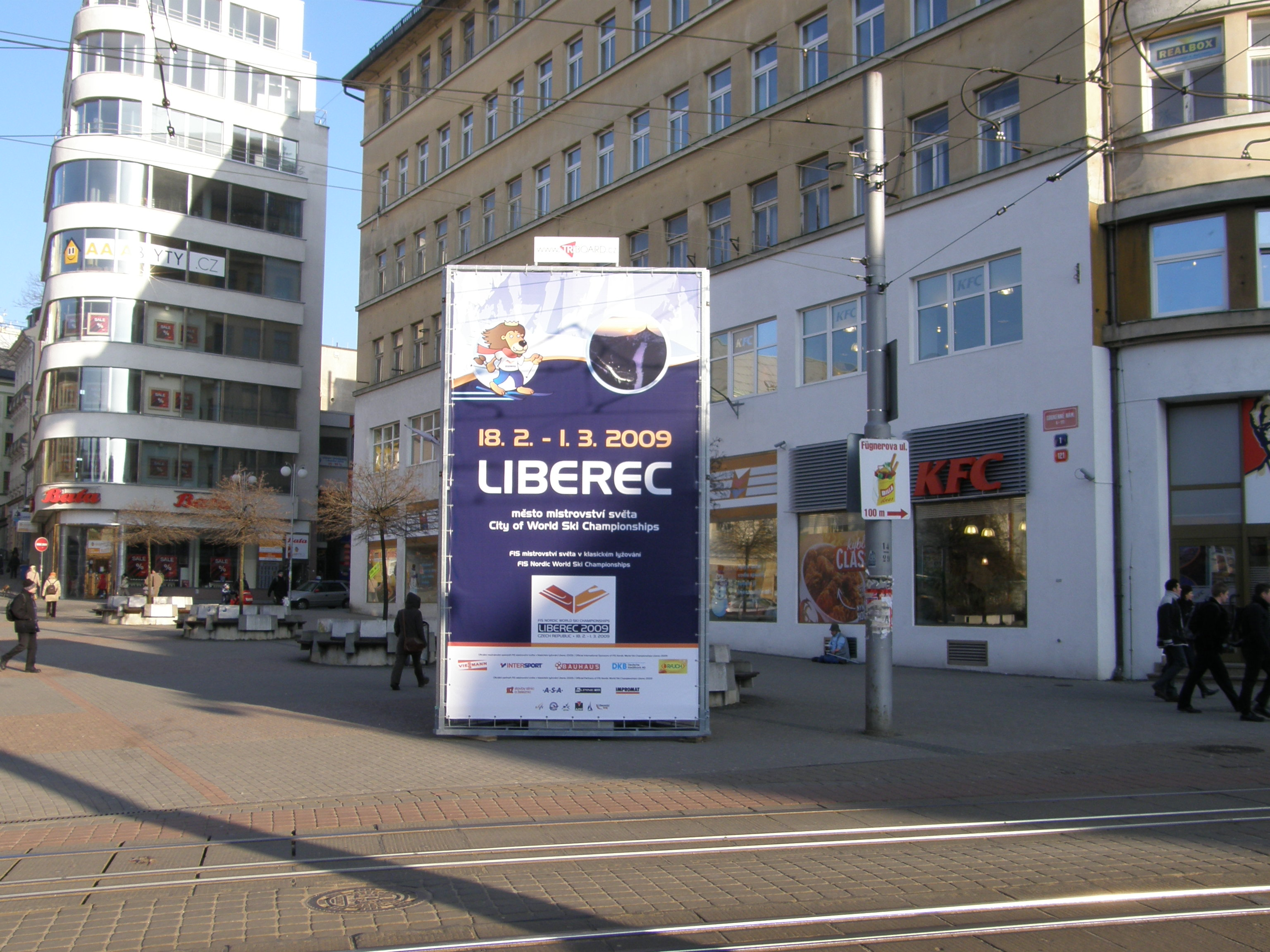
Reklama na mistrovství světa v centru Liberce

Vážným testem připravenosti sportovišť pro MS měly být světové poháry v roce 2008. Od 8. února do 10. února vyzkoušeli ještědské můstky skokané, kteří zde absolvovali dva světové poháry. Vítězem prvního se stal Thomas Morgenstern, druhý nedělní závod vyhrál Nor Anders Jacobsen. O týden později do Liberce přijeli běžci na lyžích a sdruženáři. Přípravu běžkařského SP provázely velké problémy s nedostatkem sněhu. Pořadatelé nemohli kvůli vysokým teplotám využít umělé zasněžování a tak si museli pomoci dovážením sněhu z Jizerských hor. Dovoz sněhu vyvolal velkou vlnu kritiky. Padlo několik trestních oznámení, Kateřina Neumannová byla nominována na anticenu Ropák roku a před okruhem demonstrovalo i několik desítek ochránců přírody. Vítězem závodu na 12 km se ve Vesci stal Francouz Jean Marc Gaillard, závod žen na 10 km vyhrála Norka Astrid Jacobsenová. Nedělní závod ve sprintu dvojic vyhrály norské týmy. V mužích dvojice ve složení Martin Johnsrud Sundby a Simen Østensen, v ženách dvojice Marit Bjørgenová a Astrid Jacobsenová.

### Rok 2009
Rok 2009 začal pro liberecké pořadatele dobře. Po teplém počasí v prosinci 2008, jehož výsledkem bylo zrušení Světového poháru v severské kombinaci v prosinci téhož roku, přišlo do České republiky velmi chladné počasí. V průběhu ledna v České republice udeřily mrazy. V Jizerských horách bylo naměřeno až -35 stupňů Celsia. Chladné počasí umožnilo pořadatelům využít sněžných děl a začít vyrábět sníh pro MS. Během několika dní ve Vesci leželo více než 80 tisíc kubických metrů sněhu, což je asi dvakrát více než je potřeba pro dostatečné pokrytí tratí sněhem. Začátek února přinesl sice oteplení, ale ani to nějak výrazněji neovlivnilo sněhovou pokrývku v obou areálech. Po sněhu bylo celé Česko zasypáno také osmi stovkami billboardů s reklamou na mistrovství světa. To však vyvolalo další kritiku na organizační štáb, protože se na billboardech neobjevil současný nejlepší český lyžař Lukáš Bauer, ale pouze Jakub Janda a Martin Koukal. Bohužel ani reklamní kampaň nepomáhala k zájmu lidí o vstupenky. V půlce ledna jich byla prodána necelá třetina a zájem lidí byl více než vlažný. S ubývajícím číslem na odpočtu do zahájení MS však zájem rostl především o lístky na slavnostní zahájení MS spojené s koncertem Deep Purple, které se konalo v Tipsport Aréně.

#### Šetření NKÚ a trestní oznámení
Prezident Nejvyššího kontrolního úřadu František Dohnal informoval 12. února 2009, že jeho úřad podal trestní oznámení na neznámého pachatele v souvislosti s postupem města Liberce a Technické univerzity v Liberci při přípravě sportovišť pro mistrovství světa. Kontrola NKÚ v rozsahu více než jedné miliardy korun nalezla problémy s využitím desítek milionů a dospěla k závěru, že došlo k podvodu, úvěrového podvodu, porušování pravidel hospodářského styku a porušování pravidel při správě cizího majetku. Policie obvinila v roce 2010 z trestného činu podvodu tři osoby.

### Dluhy a žaloby na organizátory
V květnu 2009 přinesla média zprávy o tom, že organizační výbor dluží značné sumy dodavatelům za zboží a služby. Někteří věřitelé proto na organizátory podali žaloby. Například Technické univerzitě organizační výbor nezaplatil 8,75 milionu korun za pronájem kolejí a menzy.
Kvůli podezření ze spáchání několika trestných činů během příprav mistrovství podal v polovině listopadu 2010 na neznámého pachatele trestní oznámení také ministr školství, mládeže a tělovýchovy Josef Dobeš.
V březnu 2012 rozhodoval Městský soud v Praze v insolvenčním řízení o 69 pohledávkách v úhrnné výši 399 milionů Kč, z toho 172 milionů Kč požadoval stát jako penále za špatné využití dotace. Soud zatím uznal 47 pohledávek, ale konstatoval, že organizátoři zanechali pouze majetek v řádu tisíců korun, a věřitelům tedy dluhy není z čeho zaplatit. Konkurs byl zrušen v roce 2016, když majetek dlužníka pokryl pouze náklady insolvenčního správce a likvidátora, mezi věřitele nebyla rozdělena žádná částka. Část věřitelů zažalovala Svaz lyžařů České republiky a město Liberec, jako zakladatele organizátora.

## Sportoviště MS

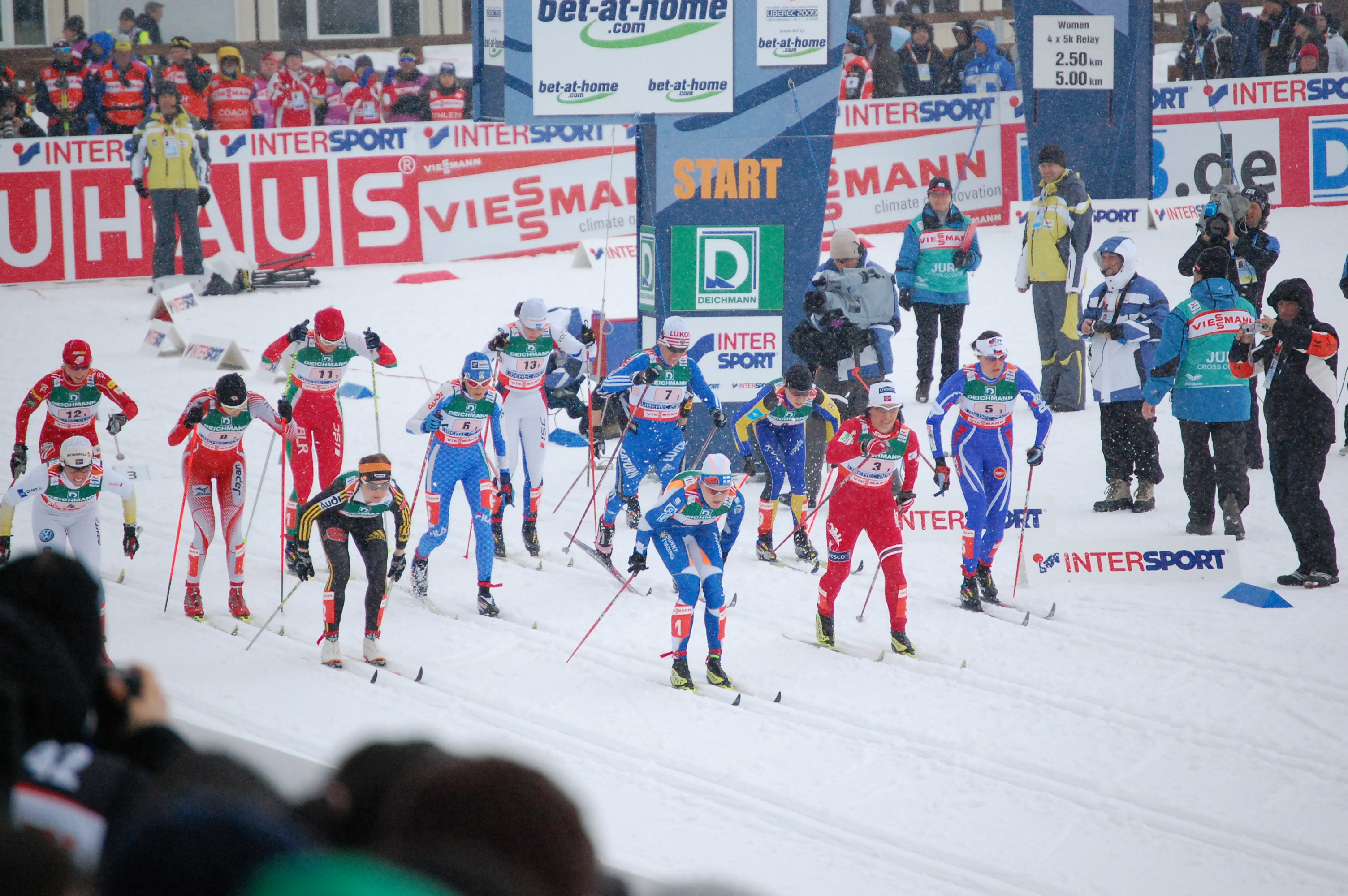
Start ženské štafety 4×5 km

Liberecký šampionát probíhal na dvou sportovištích v blízkosti města. Běžecké tratě pro FIS mistrovství světa v klasickém lyžování v roce 2009 začaly vznikat „na zelené louce“ na pozemcích městské části Vesec, která leží na jihovýchodním okraji Liberce. Nový moderní areál byl vybudován pro potřeby šampionátu za více než 300 milionů korun. Areál pojme podle odhadů okolo 35 tisíc diváků. V zimě by se měl stát centrem klasického lyžování pro celý Liberec, v létě areál hojně využívají inline bruslaři, běžci a závodníci MTB při několika závodech. V areálu jsou dva základní okruhy dlouhé 3,75 km s možností zkrácení na 3,3 a 2,5 km. Kombinací těchto dvou okruhů vzniknou okruhy dlouhé 5 km a 7,5 km. Rovněž se v areálu nachází trať pro sprint v délce 1,2 km pro ženy a 1,3 km pro muže.
Druhým areálem jsou skokanské můstky na Ještědu. Kapacita areálu je minimálně 12 tisíc diváků. Oba můstky (H100 a H134) už v minulosti hostily závody SP. Během posledních dvou let můstky prošly celkovou rekonstrukcí za více než 380 milionů korun. Oba můstky se dočkaly nové keramické stopy, navíc na ně byla položena umělá hmota, která umožňuje skákání i v letních měsících. Vybudovány byly také nové budovy pro účely šampionátu, tribuny, příjezdové komunikace i nový parkovací dům.
Medaile byly během mistrovství udělovány na náměstí E. Beneše v samotném historickém centru Liberce. Na zdejším náměstí také probíhal kulturní a zábavní program. Na náměstí vystoupili například Aneta Langerová, Ondřej Ruml, Dara Rollins, Maxim Turbulenc, Michal David a další. Na náměstí také na velkoplošných obrazovkách běžely přímé přenosy ze sportovišť.
Zázemí šampionátu bylo v liberecké Tipsport aréně. V nové moderní hale našli své kanceláře pořadatelé. Vydávaly se v ní například akreditace. Navíc se v ní uskutečnilo slavnostní zahájení MS a několik koncertů (Deep Purple či Elán). Oficiálním maskotem byl lev LIBI. O podobě maskota mohli fanoušci hlasovat na oficiálních stránkách MS, kde měli na výběr ze tří kandidátů.

## Výsledky

### Běh na lyžích

#### Muži
| Soutěž                      | Zlato                                                                     | Stříbro                                                          | Bronz                                                                      | Nejlepší z Čechů                                                  |
| 15 km klasicky detaily      | Andrus Veerpalu                                                           | Lukáš Bauer                                                      | Matti Heikkinen                                                            | 22. Martin Jakš, 30. Jiří Magál                                   |
| 30 km skiatlon detaily      | Petter Northug                                                            | Anders Södergren                                                 | Giorgio Di Centa                                                           | 9. Martin Koukal, 13. Jiří Magál 25. Lukáš Bauer, 53. Milan Šperl |
| 50 km volným stylem detaily | Petter Northug                                                            | Maxim Vylegžanin                                                 | Tobias Angerer                                                             | 7. Martin Koukal                                                  |
| Štafeta 4×10 km detaily     | Norsko Eldar Rønning Odd-Bjørn Hjelmeset Tore Ruud Hofstad Petter Northug | Německo Jens Filbrich Tobias Angerer Franz Göring Axel Teichmann | Finsko Matti Heikkinen Sami Jauhojärvi Teemu Kattilakoski Ville Nousiainen | --------------------                                              |
| Sprint detaily              | Ola Vigen Hattestad                                                       | Johan Kjølstad                                                   | Nikolaj Morilov                                                            | --------------------                                              |
| Týmový sprint detaily       | Johan Kjølstad Ola Vigen Hattestad                                        | Tobias Angerer Axel Teichmann                                    | Ville Nousiainen Sami Jauhojärvi                                           | --------------------                                              |

#### Ženy
| Soutěž                      | Zlato                                                                                    | Stříbro                                                                                    | Bronz                                                                    | Nejlepší z Češek                                                               |
| 10 km klasicky detaily      | Aino-Kaisa Saarinenová                                                                   | Marianna Longa                                                                             | Justyna Kowalczyková                                                     | 25. Kamila Rajdlová 43. Ivana Janečková 45. Eva Skalníková 56. Eva Nývltová    |
| 15 km skiatlon detaily      | Justyna Kowalczyková                                                                     | Kristin Størmer Steiraová                                                                  | Aino-Kaisa Saarinenová                                                   | 20. Kamila Rajdlová 33. Ivana Janečková 42. Helena Erbenová 50. Eva Skalníková |
| 30 km volným stylem detaily | Justyna Kowalczyková                                                                     | Jevgenija Medveděva                                                                        | Valentyna Ševčenková                                                     | ----------                                                                     |
| Štafeta 4×5 km detaily      | Finsko Pirjo Muranenová Virpi Kuitunenová Riitta-Liisa Roponenová Aino-Kaisa Saarinenová | Německo Katrin Zellerová Evi Sachenbacherová-Stehleová Miriam Gössnerová Claudia Nystadová | Švédsko Lina Andersson Britta Norgrenová Anna Haagová Charlotte Kallaová | ----------                                                                     |
| Sprint detaily              | Arianna Follisová                                                                        | Kikkan Randallová                                                                          | Pirjo Muranenová                                                         | ----------                                                                     |
| Týmový sprint detaily       | Aino-Kaisa Saarinenová Virpi Kuitunenová                                                 | Anna Olsson Lina Andersson                                                                 | Marianna Longa Arianna Follisová                                         |                                                                                |

### Skoky na lyžích
| Soutěž                                                | Zlato                                                                | Stříbro                                                     | Bronz                                                    | Nejlepší z Čechů                                                     |
| Střední můstek (muži) detaily                         | Wolfgang Loitzl                                                      | Gregor Schlierenzauer                                       | Simon Ammann                                             | 9. Roman Koudelka 20. Lukáš Hlava 31. Ondřej Vaculík 33. Jakub Janda |
| Velký můstek (muži) detaily                           | Andreas Küttel                                                       | Martin Schmitt                                              | Anders Jacobsen                                          | 9. Roman Koudelka 19. Jakub Janda 27. Lukáš Hlava 38. Ondřej Vaculík |
| Velký můstek (týmy mužů) detaily                      | Wolfgang Loitzl Martin Koch Thomas Morgenstern Gregor Schlierenzauer | Anders Bardal Tom Hilde Johan Remen Evensen Anders Jacobsen | Shohhei Tochimoto Takanobu Okabe Daiki Ito Noriaki Kasai | 5. místo                                                             |
| Střední můstek (ženy) na MS poprvé v historii detaily | Lindsey Vanová                                                       | Ulrike Grässlerová                                          | Anette Sagenová                                          | 27. Michaela Doleželová 35. Vladěna Pustková (nepo. do 2. kola)      |

### Severská kombinace
| Soutěž                                    | Zlato                                                              | Stříbro                                                             | Bronz                                                     | Nejlepší z Čechů                                                            |
| Hromadný start (10 km + H100) detaily     | Todd Lodwick                                                       | Tino Edelmann                                                       | Jason Lamy-Chappuis                                       | 12. Pavel Churavý 16. Miroslav Dvořák 30. Tomáš Slavík 41. Martin Skopek    |
| Individuální závod (10 km + H100) detaily | Todd Lodwick                                                       | Jan Schmid                                                          | Bill Demong                                               | 31. Pavel Churavý 37. Aleš Vodseďálek                                       |
| Závod družstev (4×5 km + H134) detaily    | Japonsko Yusuke Minato Taihei Kato Akito Watabe Norihito Kobayashi | Německo Ronny Ackermann Eric Frenzel Björn Kircheisen Tino Edelmann | Norsko Mikko Kokslien Petter Tande Jan Schmid Magnus Moan | Česko (6. místo) Tomáš Slavík Miroslav Dvořák Aleš Vodseďálek Pavel Churavý |
| Gundersen (HS 134 + 10 km) detaily        | Bill Demong                                                        | Björn Kircheisen                                                    | Jason Lamy-Chappuis                                       | 8. Pavel Churavý                                                            |